# خارپشت‌های بیابانی
خارپشت‌های بیابانی (نام علمی: Paraechinus) سرده‌ای از خارپشت‌ها هستند که بیشتر در مناطق کویری و بیابانی زندگی می‌کنند. اعضای این سرده کوچک جثه و شبگرد هستند و شامل چهار گونه از شمال آفریقا، خاورمیانه و جنوب آسیا هستند.
این سرده دارای چهار گونه است:
- خارپشت بیابانی (Paraechinus aethiopicus)
- خارپشت ایرانی (Paraechinus hypomelas)
- خارپشت هندی (Paraechinus micropus)
- خارپشت شکم‌برهنه (Paraechinus nudiventris)